# Икра (зоология)

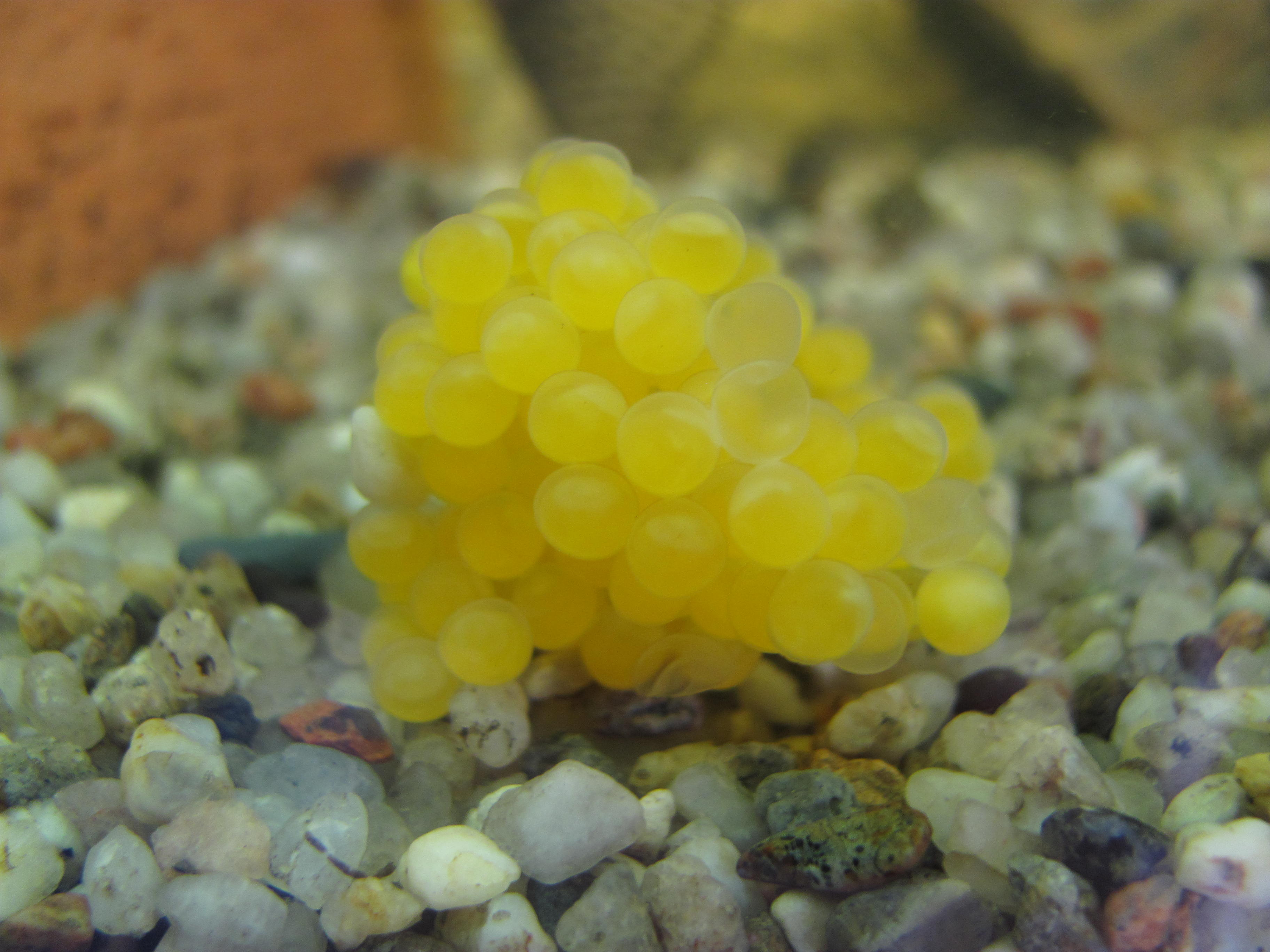
Икра анциструса (Ancistrus sp.)

Икра́ — вымётываемые в воду яйца самок рыб, земноводных, моллюсков, иглокожих, также некоторых других животных. Обычно икринки рыб имеют шаровидную форму, но встречаются и эллипсоидные (например, у анчоусов). Размер икринок у рыб варьирует от 0,6 мм, в частности у тюльки, камбалы, песчанок, до 7 мм у сёмги, кеты, зубатки и др. Количество откладываемых за один раз икринок варьирует в широких пределах: от нескольких штук у полярной акулы и нескольких десятков у некоторых арктических рогаток до 300 млн у луны-рыбы. Группы икринок, связанных между собой с помощью слизи, могут иметь форму комков, лент, шнуров.
Неоплодотворённую икру используют как пищевой продукт.

## Физиология
Яйца (икринки) развиваются в парных яичниках самок, у рыб они называются ястыки. Оплодотворение икры у большинства рыб наружное и происходит прямо в воде, однако есть и исключения. Внутреннее оплодотворение сокращает случайные потери икры и сперматозоидов. Рыбы, которые мечут икру, называются яйцекладущими.

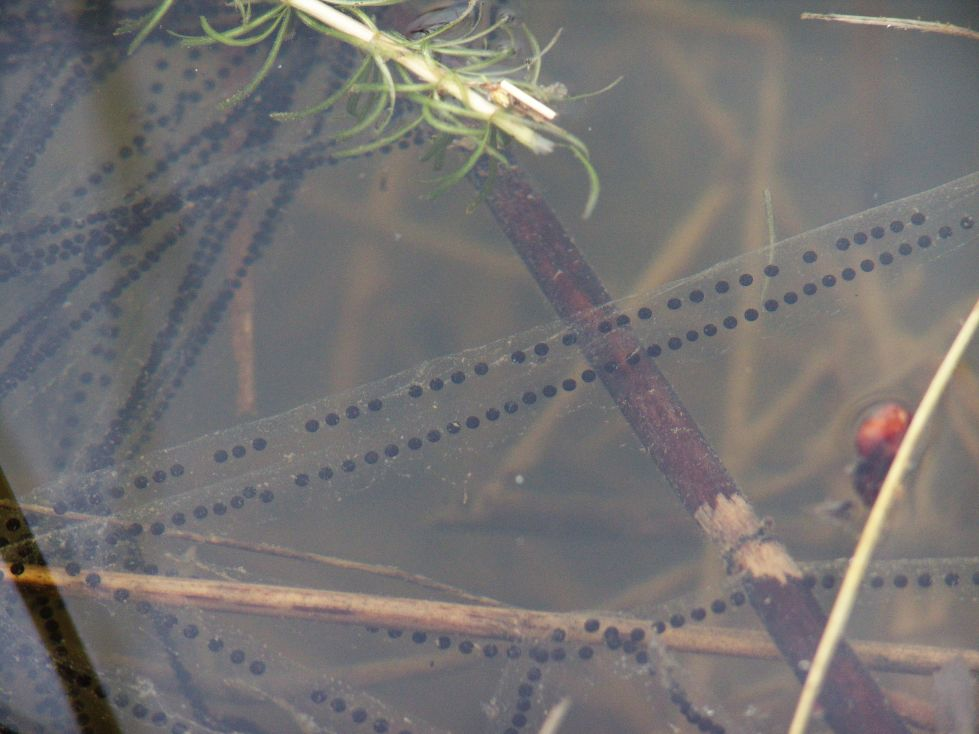
Икра серой жабы

## Типы
Икра, выметанная в воду, бывает двух основных типов:
- Пелагическая икра плавает в пелагической зоне, как недалеко от поверхности, так и в толще вод этой зоны[3]. Пелагическую икру откладывают, например, камбалы, тресковые, чехонь, каспийско-волжские сельди, сардины[2]. Плавучесть пелагической икры обеспечивается собственной низкой плотностью икринок, присутствием в них жировых капель, увеличенным и обводнённым перивителлиновым пространством и выростами оболочки[3]. Она имеет очень мелкие икринки, низкое содержание белка и яркую окраску.
- Донная икра откладывается на дно. Донная нелипкая икра вымётывается на грунт, донная клейкая, или прилипающая, икра прикрепляется к кусочкам грунта (например, у мурманской сельди, мойвы), к камням или ракушкам (у осетровых, бычков и др.), к водным растениям (в частности, у плотвы, сазана)[2]. Некоторые рыбы икру зарывают в грунт[3].

Самки северной креветки после нереста вынашивают оплодотворённую наружную икру на брюшных ножках (плеоподах).